# Томсон, Питер
Питер Томсон (англ. Peter Thomson; 1948) — фиджийский политик и государственный деятель, постоянный представитель Фиджи при ООН. С 13 сентября 2016 года Председатель 71-й сессии Генеральной Ассамблеи ООН.
В 2014 году Томсон был избран президентом Исполнительного совета Программы развития Организации Объединённых Наций (ПРООН), Фонда Организации Объединённых Наций в области народонаселения (ЮНФПА) и Управления Организации Объединённых Наций по обслуживанию проектов (ЮНОПС). На выборах в 2013 был избран Председателем Группы 77 — крупнейшей переговорной группы ООН с 130 государствами-членами. В 2014 году по указу Президента Фиджи Томсон стал кавалером Ордена Фиджи.

## Семья
Питер Томсон является представителем пятого поколения его семьи на Фиджи. Родился в семье британского колониального администратора Яна Томсона и его жены леди Нэнси Томсон. Его жена, издатель Марийска Томсон. Они поженились на Фиджи в 1973 году, у них двое детей Джейм и Никола и три внучки.

## Образование
Он получил начальное образование в средней школе Натабуа, а также в гимназии Сува. Прошёл обучение в Международном центре Севенокас скул в Англии в 1967 году. Позже он получил степень бакалавра в Оклендском университете, а также степень магистра в Вулфсон колледже в Кембридже.

## Государственная служба
Томсон начал работу в государственных органах в качестве гражданского служащего с 1972 года. Он занимался вопросами развития сельских районов и местного самоуправления в районах Навуа, Макуата, Тавеуни. В 1978 году был направлен на работу в Министерство иностранных дел Фиджи. С 1979 года работал в Секретариате Форума тихоокеанских островов. В 1980 году был назначен Временным поверенным в делах Фиджи в Японии, главной задачей которого была организация посольства Фиджи в Токио. В 1984 году был назначен Генеральным консулом Фиджи в Сиднее, Австралия. В 1986 году после возвращения на острова был назначен Постоянным секретарём по вопросам информации в Правительстве Фиджи, а также избран членом Правления Программы обменов Фиджи, Фиджи ТВ и Фиджийской телерадиовещательной комиссии.
В 1987 году он работал в Правительстве Фиджи в качестве Постоянного секретаря Генерал-губернатора Фиджи Сэра Пенаиа Канатамбату Нганилау. После государственного переворота на Фиджи эмигрировал в Новую Зеландию, а затем в Австралию.

## Общественная деятельность
Начиная с 1988 года он начал работать консультантом по инвестициям и управлению в тихоокеанских странах для различных правительственных учреждений, неправительственных организаций, университетов и инвестиционных корпораций. Был основателем Исполнительных комитетов Делового совета Австралия — Фиджи и Делового совета Новая Зеландия — Фиджи, а также был избран почётным членом последнего в сентябре 2007 года.

## Бизнес
В Новой Зеландии зарегистрировал компанию «Томсон Пацифик», которая управляет объектами недвижимости Mitsubishi Trust Bank в Окленде. Также он был одним из основателей Tabua Investments Ltd, и одним из главных разработчиков туристического курорта премьер-класса на Фиджи Denarau Island Resort.

## Работа в ООН
Он возобновил дипломатическую службу на Фиджи в 2010 году и был назначен Постоянным представителем Фиджи при Организации Объединённых Наций.
В августе 2011 года он был избран в качестве одного из заместителей Председателя на 66-й сессии Генеральной Ассамблеи Организации Объединённых Наций.
На выборах в 2013 был избран Председателем Группы 77 — крупнейшей переговорной группы ООН с 130 государствами-членами.
В 2014 году Томсон был избран президентом Исполнительного совета Программы развития Организации Объединённых Наций (ПРООН), Фонда Организации Объединённых Наций в области народонаселения (ЮНФПА) и Управления Организации Объединённых Наций по обслуживанию проектов (ЮНОПС) с надзорными функциями.
13 июня 2016 года Питер Томсон был избран в качестве следующего Председателя 71-й сессии Генеральной Ассамблеи Организации Объединённых Наций.
13 сентября 2016 вступил в должность председателя Генеральной Ассамблеи ООН.